# Passo de Sulema
Passo de Sulema (em armênio: Սուլեմայի լեռնանցք; romaniz.: Sulemayi leṙnants’k’) é um passo de montanha na província de Guelarcunique localizada na parte ocidental das montanhas Vardenis, a uma altitude de 2 410 metros. A rodovia de Elegnzor-Martuni atravessa o passo. Aqui está localizada o chamado caravançarai de Orbeliano (século XIV).